# دم‌بریده‌مارماهی نو
دم‌بریده‌مارماهی نو (نام علمی: Neocyema) نام یک سرده از تیره مارماهی پاشلکی دم‌بریده است.